# Scharnaval
Le carnaval de Schaerbeek, appelé Scharnaval, est une activité populaire et folklorique organisée annuellement dans les rues de Schaerbeek, commune de la région de Bruxelles-Capitale. Ce carnaval est le plus important organisé en région bruxelloise.

## Historique
Le premier cortège du carnaval schaerbeekois remonte à 1903. À l'origine il vit le jour à l'initiative d'une association de commerçants le Cercle Place Colignon-Attractions. Comme durant la Première Guerre mondiale, la Seconde Guerre mondiale interrompit l'organisation du cortège carnavalesque, mais repris dès 1946. Il fut accueilli très chaleureusement par la population qui y voyait une renaissance après les noires années de guerre.
D'année en année le cortège prit de l'ampleur. La composition en fut constamment modifiée afin d'accueillir chaque année des nouveaux groupes. Depuis 1948, le cortège est précédé d'une caravane publicitaire, attirant un public de plus en plus nombreux.
Le dernier carnaval organisé par l'association Cercle Place Colignon-Attractions eut lieu le 16 septembre 1978 à la suite de quoi l'association cessa ses activités.
L'organisation du carnaval fut reprise par l'administration communale de Schaerbeek et le 28 mars 1998, après vingt années d'absence, le carnaval repris son cortège dans les rues de la commune. Ce fut la 69e édition du carnaval de Schaerbeek. Ce cortège s'étirant sur 2 km était composé d'une trentaine de chars et de 2 000 participants, était précédé par une soixantaine de véhicules publicitaires et par le bourgmestre et les échevins de la commune. Depuis lors, chaque année le cortège carnavalesque, rebaptisé "Scharnaval", défile dans les rues de Schaerbeek.
Les jours précédant le carnaval, une exposition retraçant l'histoire du Scharnaval est organisée à l'hôtel communal.
En souvenir du retour du carnaval à Schaerbeek, pendant plusieurs années, un arbre a été planté au square François Riga.
Depuis 1999, en janvier ou en février, est élu un prince ou une princesse carnaval.

## Prince et princesse Carnaval
Le titre de Prince Carnaval de Schaerbeek est décerné à l'issue d'un concours public où les candidats s'affrontent sur des questions de culture générale liées à l'histoire de la commune de Schaerbeek et des épreuves folkloriques (par exemple une dégustation à l'aveugle de bières belges ou un tournoi de mijole).
L'élu ou l'élue porte le titre de Prince Carnaval de Schaerbeek durant une année et à ce titre prend la tête du cortège du Scharnaval.
La tenue du prince est une cape verte et un couvre-chef vert et blanc (couleurs de la commune de Schaerbeek) orné de trois plumes de faisan. Le prince porte une marotte de bois ou un sceptre orné d'une tête d'âne, symbole de Schaerbeek. Lorsqu'un prince est élu une deuxième fois, il porte le titre de roi. À l'issue d'une troisième élection victorieuse, il devient empereur. Il ne peut cependant y avoir qu'un seul empereur ou une seule impératrice.
Depuis 2016, est également élu un Prince ou une Princesse Junior.

## Parcours
Depuis 1998, le carnaval a lieu le samedi après-midi, en principe 15 jours avant Pâques. Le cortège démarre avenue Rogier, près de la place Meiser, et se termine dans le quartier Helmet en suivant des trajets légèrement différents d'une année à l'autre.
Parcours de l'année 2012
avenue Rogier - place de la Patrie - avenue Chazal - place Dailly - avenue Dailly - place Colonel Bremer - avenue Dailly - avenue Général Eisenhower - rue des Pâquerettes - avenue des Azalées - avenue Voltaire - chaussée de Helmet - rue Richard Vandevelde - place de Helmet - rue de l'Agriculture - rue Gustave Huberti - rue Fernand Séverin - square François Riga.
En 2017, un nouveau parcours est emprunté.
Parcours de l'année 2017
avenue Chazal - square Prévost-Delaunay - avenue Général Eisenhower - avenue des Azalées - avenue Voltaire - rue Général Eenens - chaussée de Helmet - rue Richard Vandevelde - place de Helmet

## Galerie de photos du Scharnaval 2011

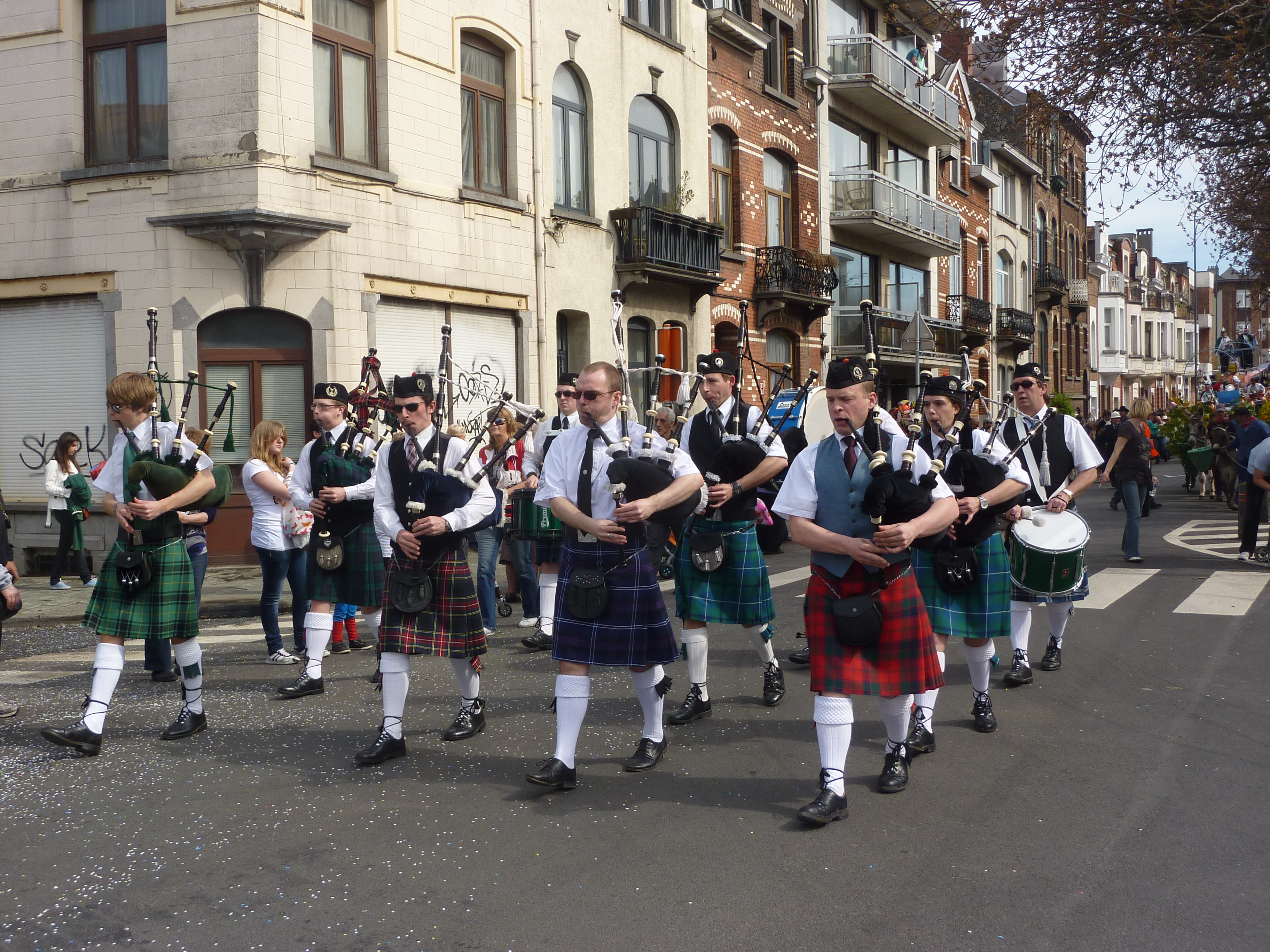
Nessie Pipe Band
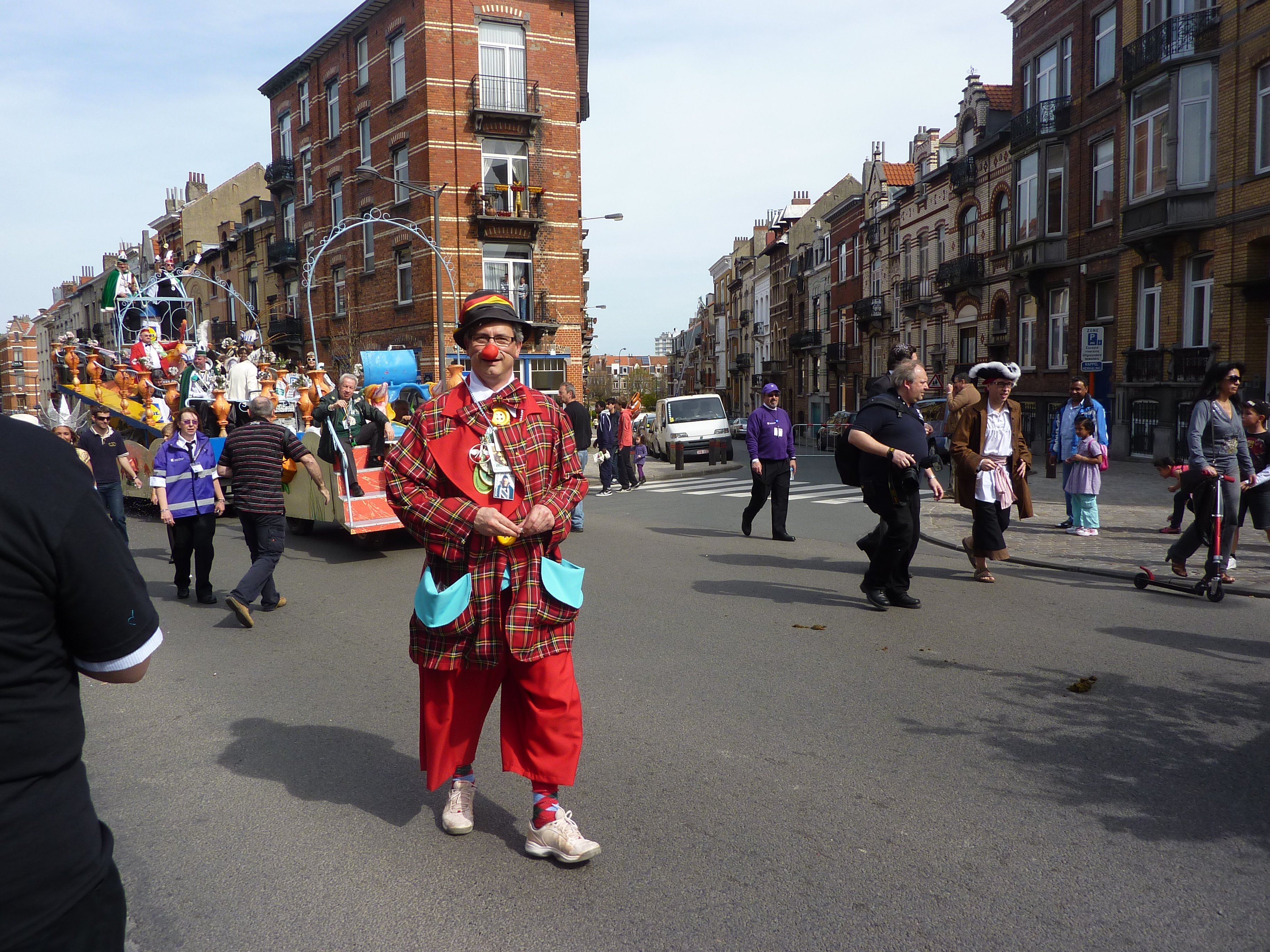
Bernard Clerfayt en clown
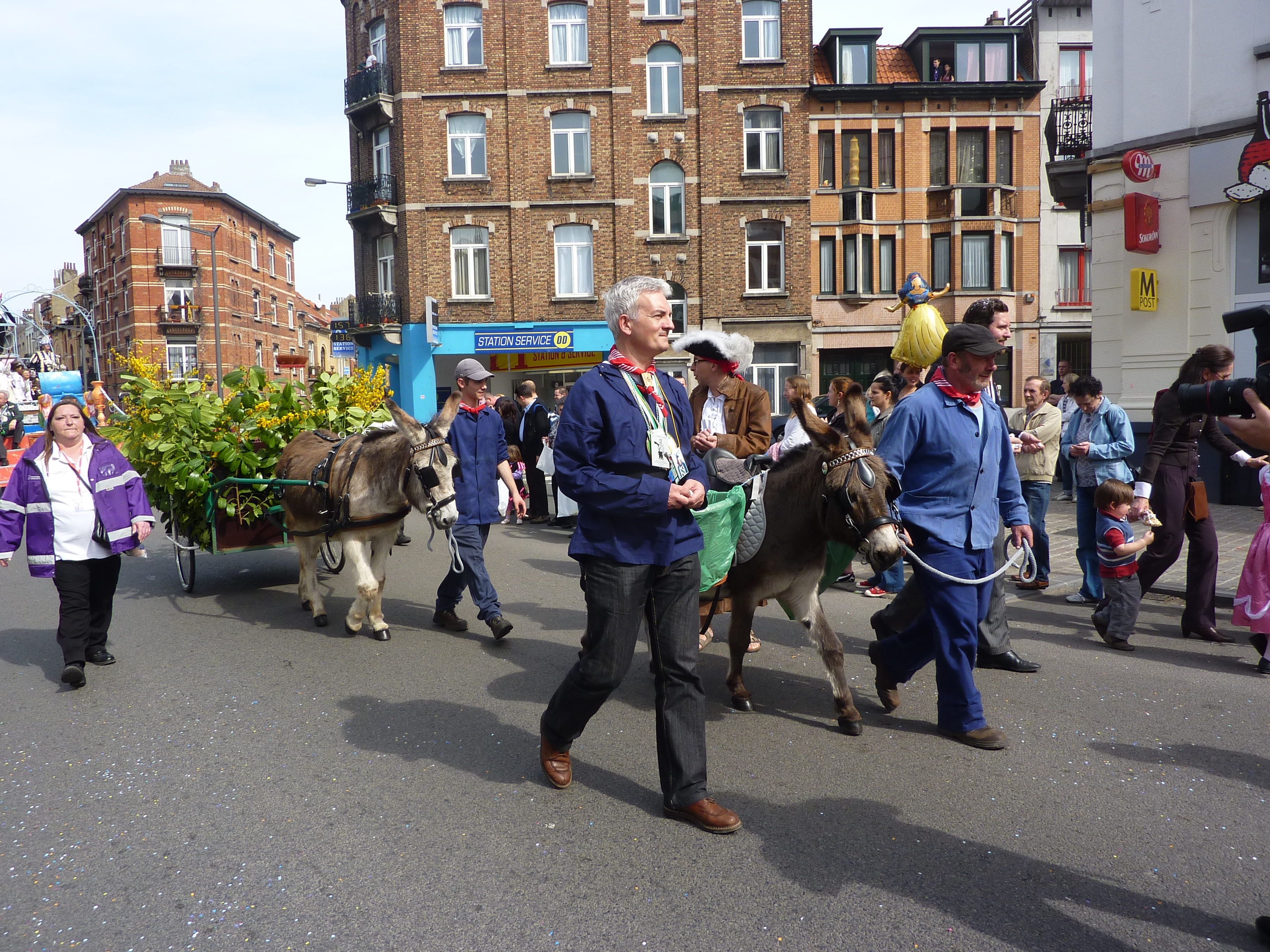
Les ânes mascottes Gribouille et Camille
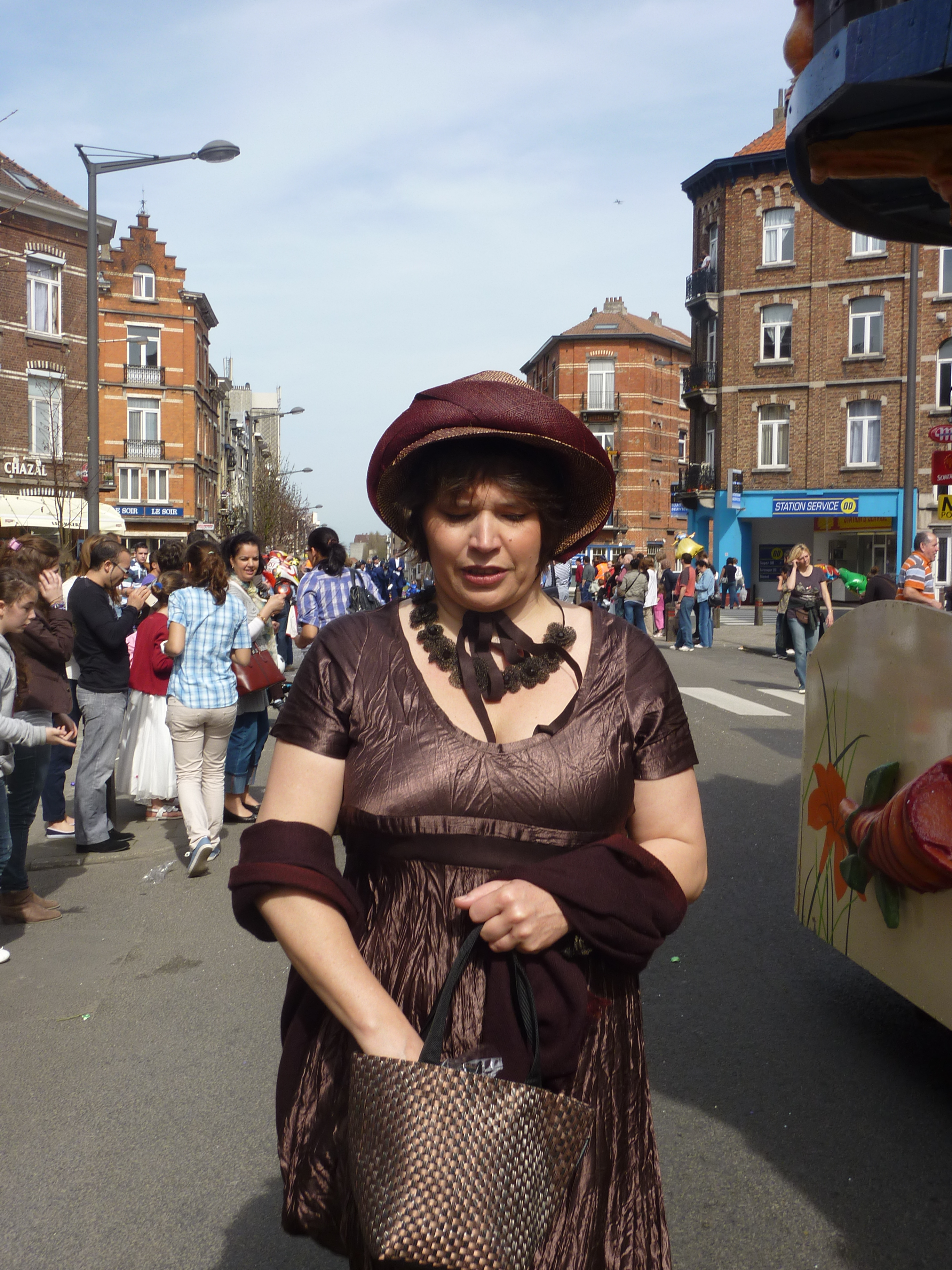
Cécile Jodogne en dame 1900
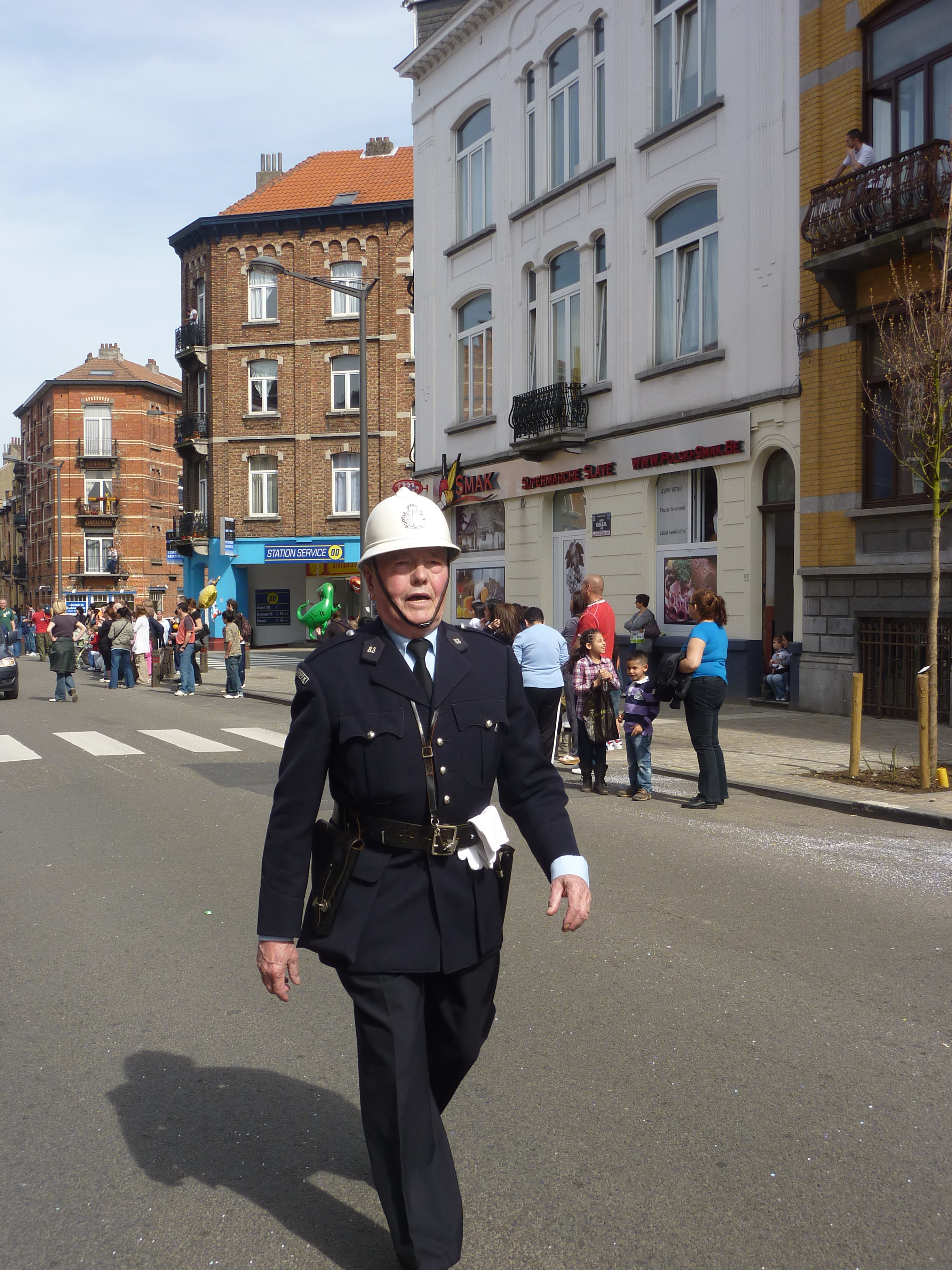
L'agent 83
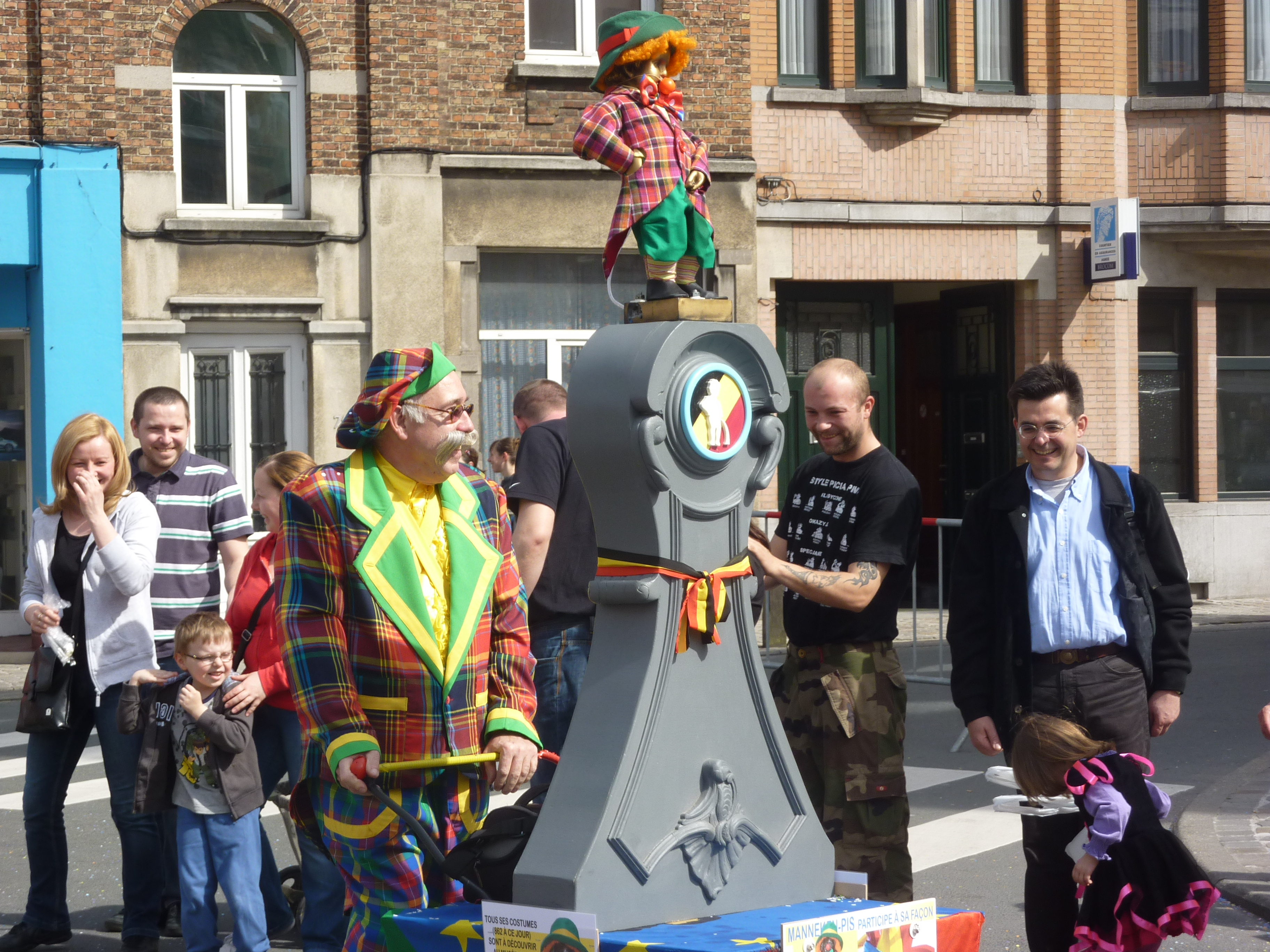
Manneken-Pis arroseur
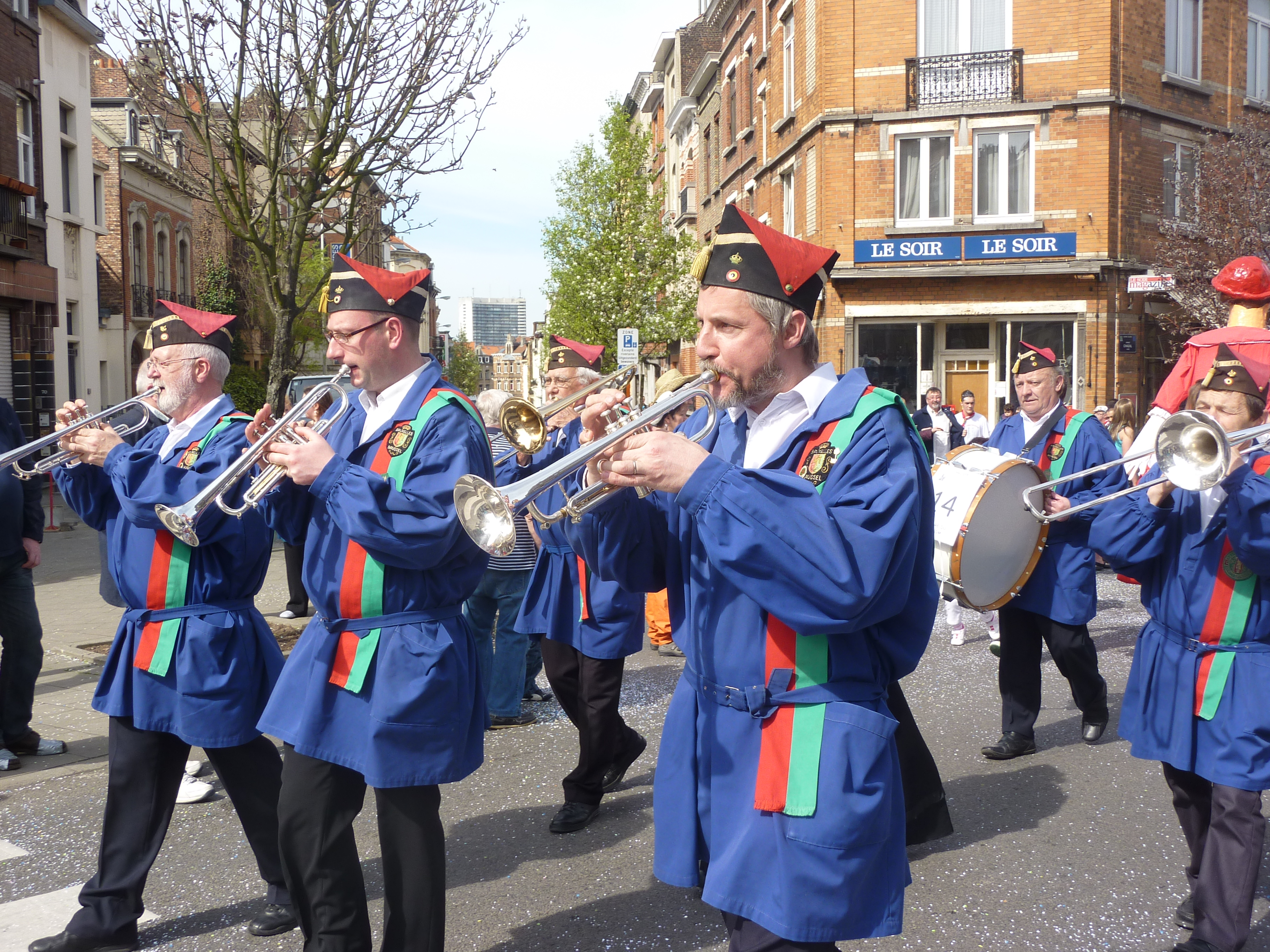
Fanfare du Meyboom
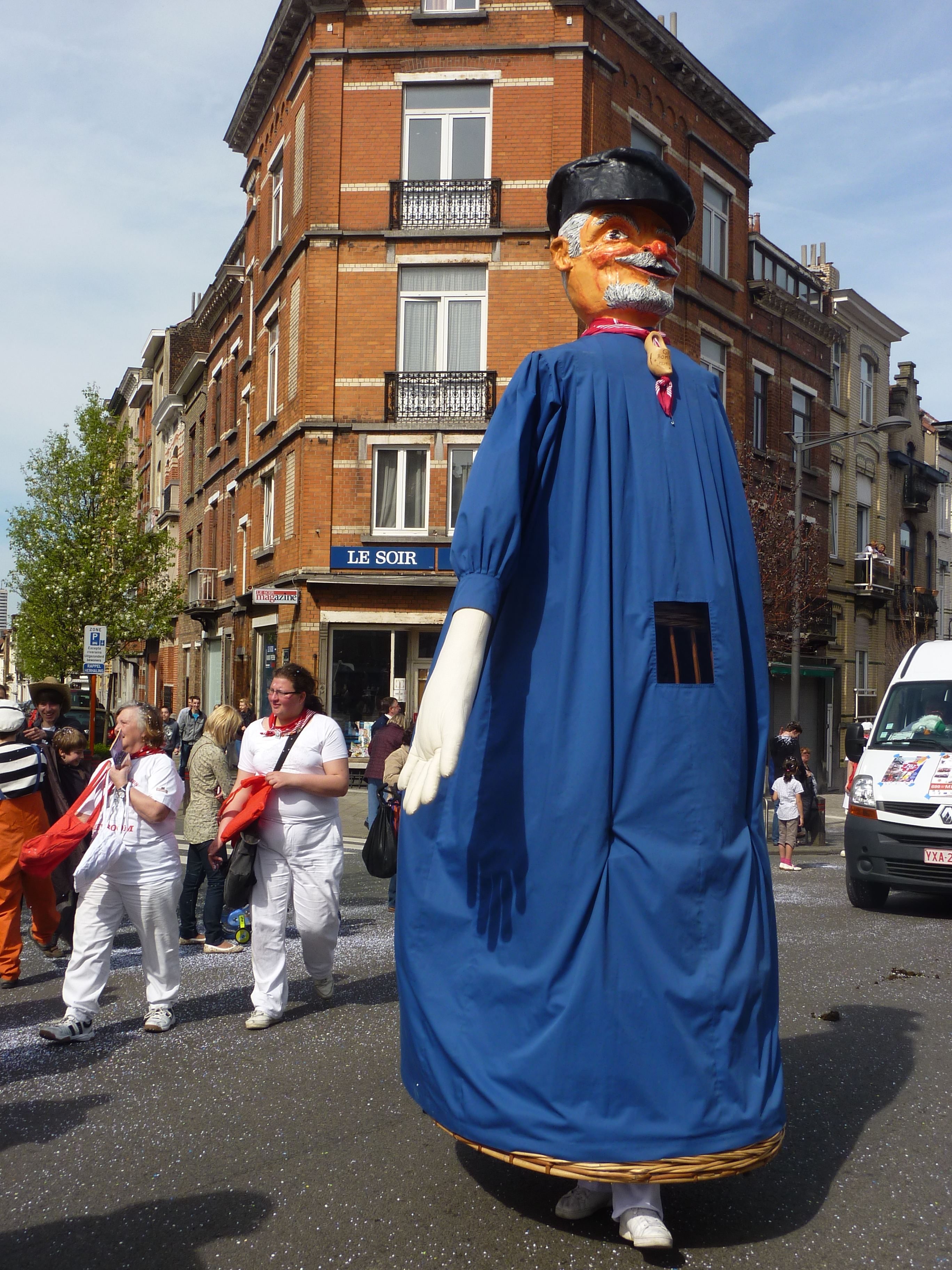
Poepedroegers
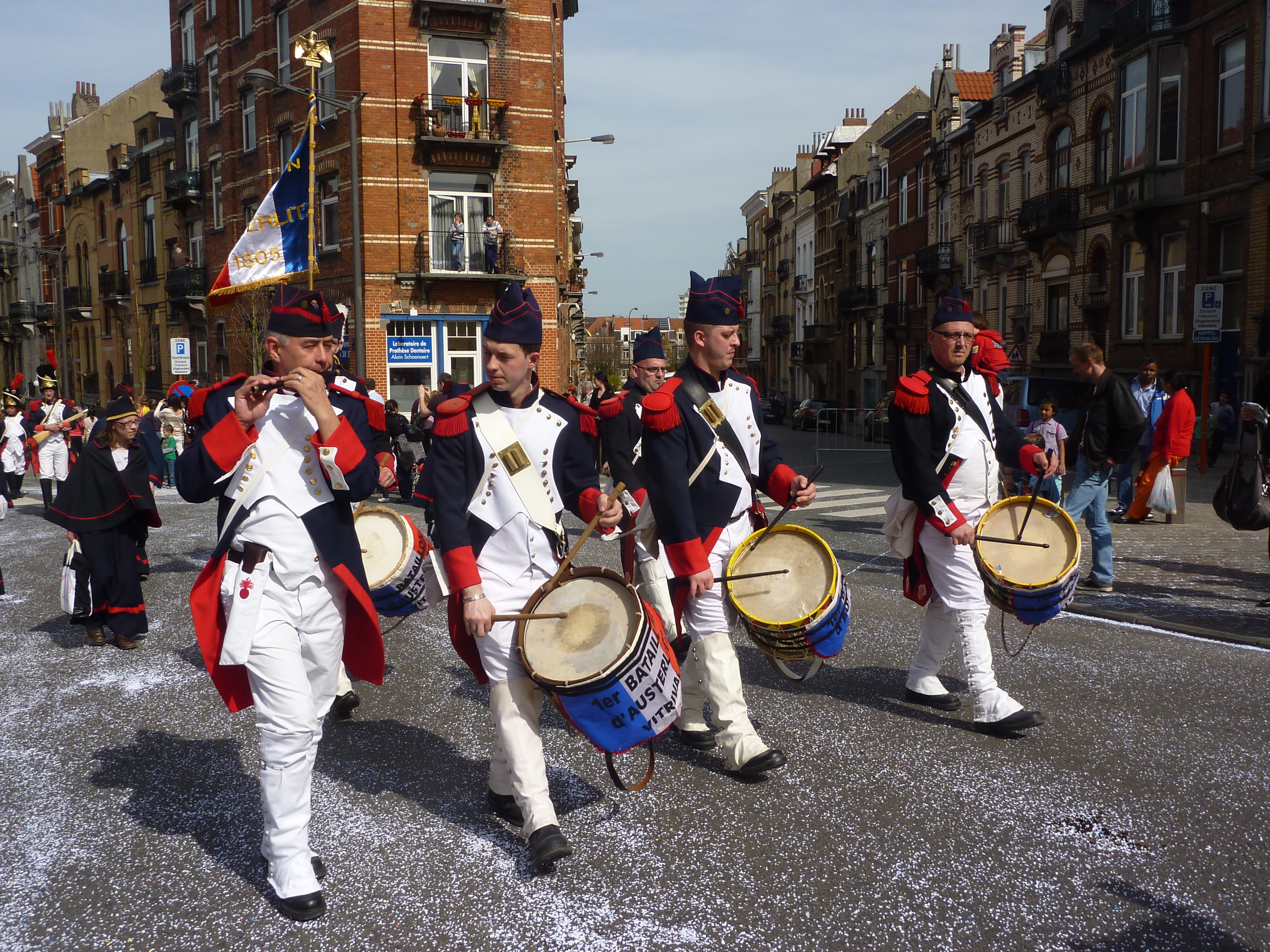
1er Bataillon d'Austerlitz de Vitrival
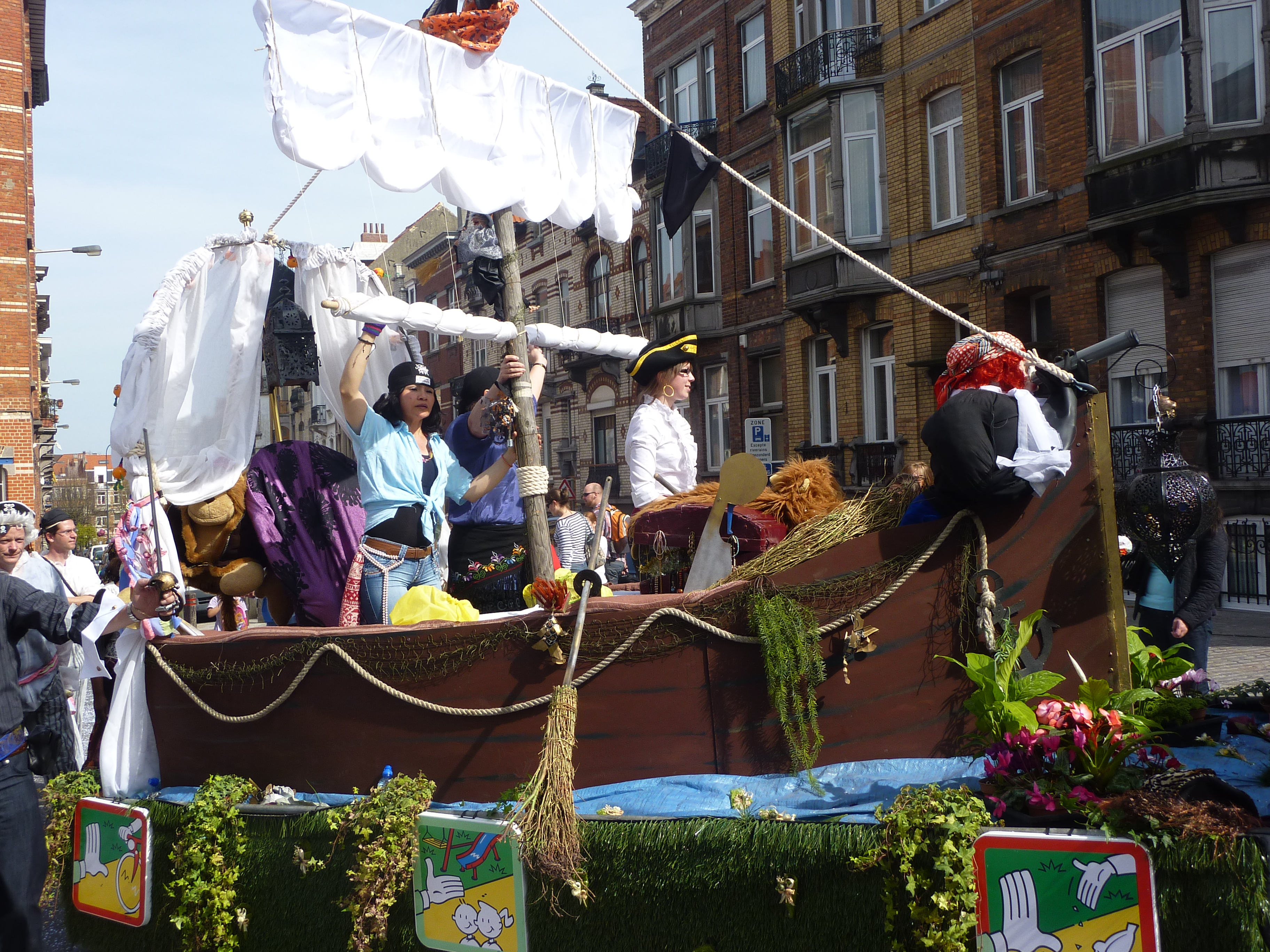
Les Pirates de la Propreté
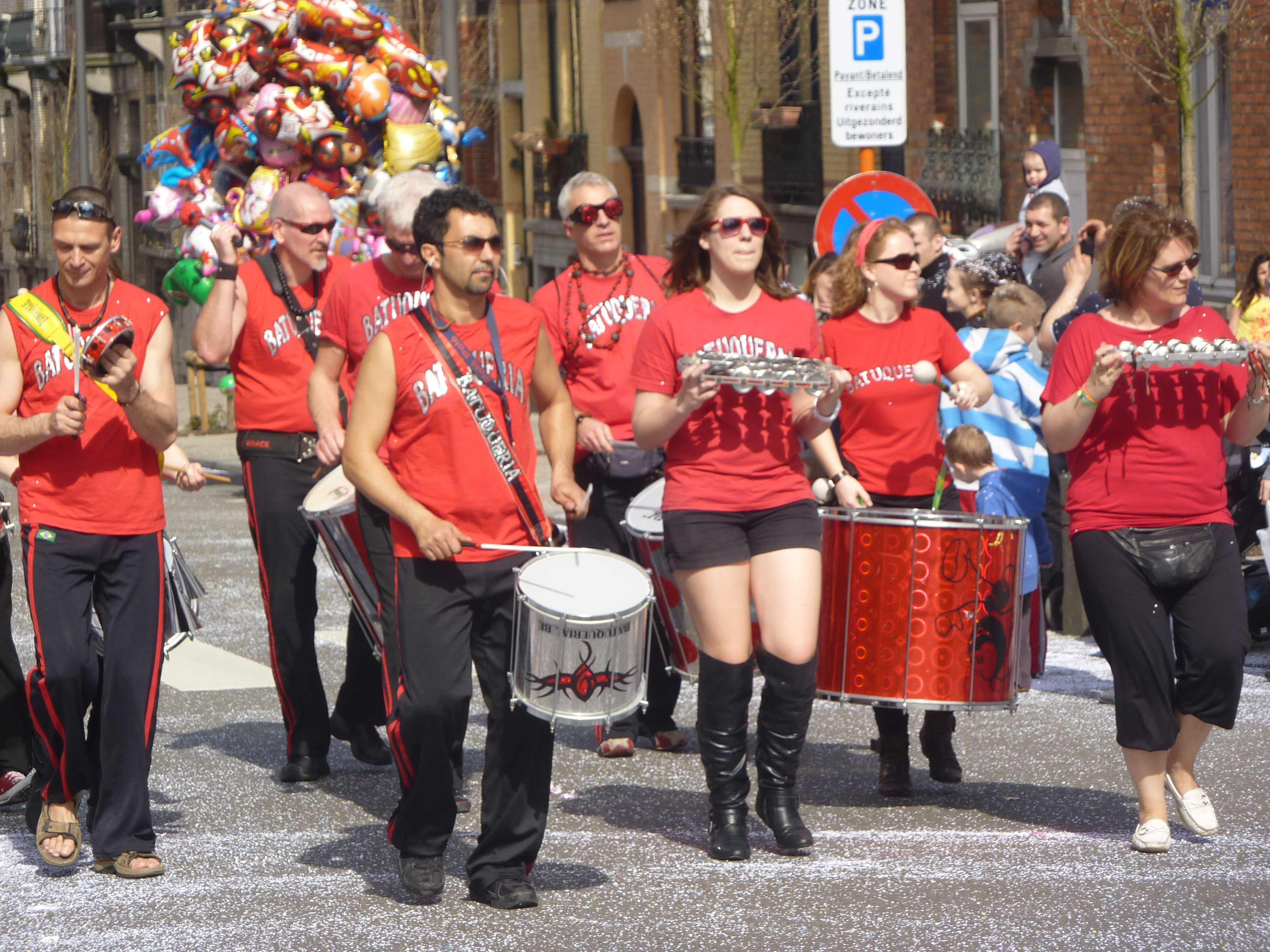
Percussions Batuqueria
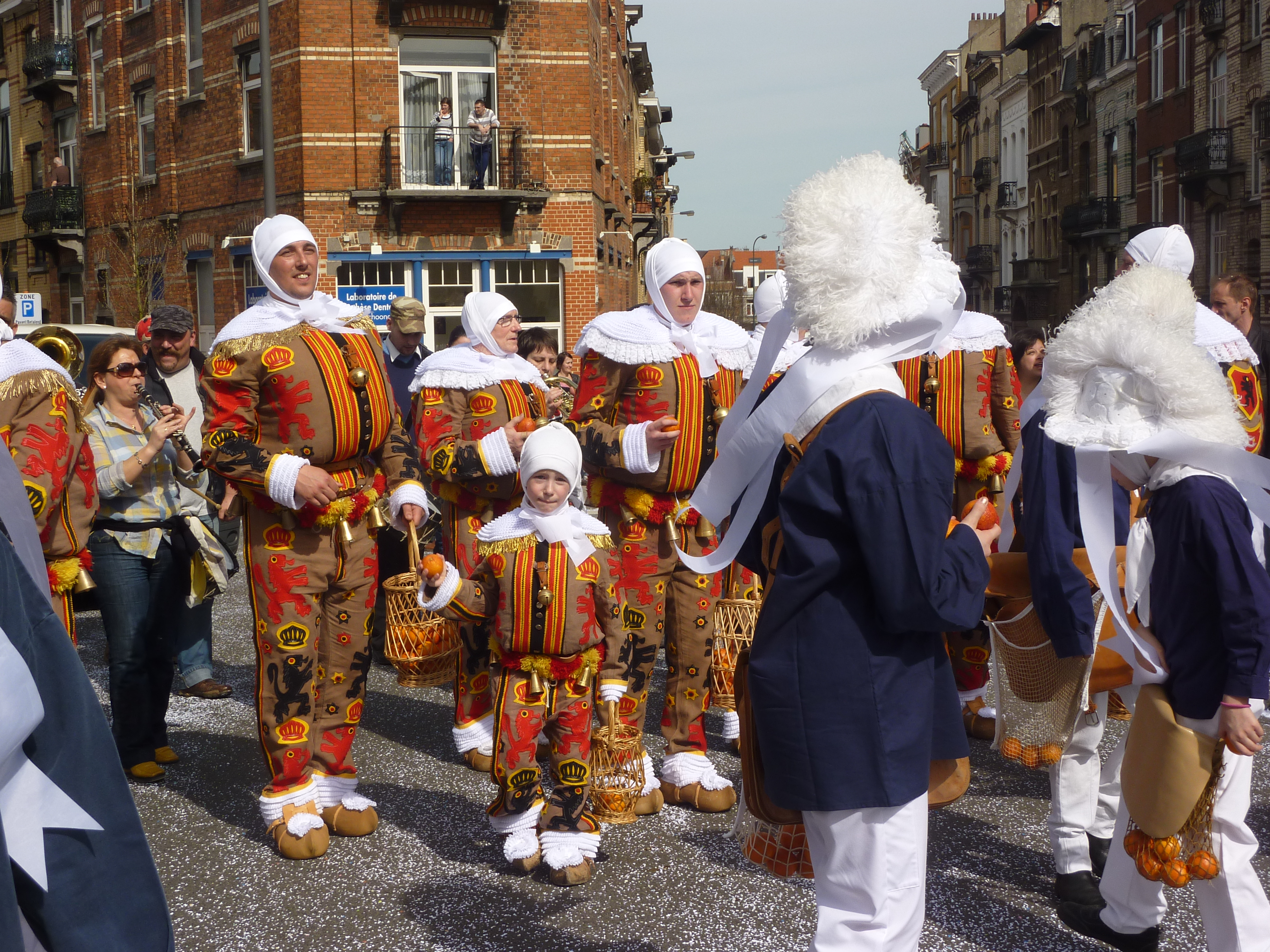
Gilles Les Incas de Charleroi